# Hermon (Südafrika)
Hermon ist eine Ortschaft in der Lokalgemeinde Drakenstein, im Distrikt Cape Winelands der südafrikanischen Provinz Western Cape.
Der Ortsname leitet sich von einer biblischen Bezugnahme auf den Berg Hermon im Grenzbereich zwischen Libanon, Israel und Syrien ab und bedeutet symbolisch „erhöht“ oder „erhaben“.

## Geographie
Hermon ist eine landwirtschaftliche Siedlung auf dem Territorium der Lokalgemeinde Drakenstein in der flachwelligen Talebene des Berg River. Es befindet sich etwa 24 Kilometer nördlich von Wellington. Nahe Ortschaften sind Riebeek Kasteel und Esterhof in der benachbarten Lokalgemeinde Swartland. Der in einem Bogen um Hermon fließende Berg River bildet hier die Grenze für Distrikt- und Lokalgemeinde.

## Verkehr
Die am Ortsrand von der gemeinsamen Streckenführung mit der Regionalstraße R44 abzweigende R46 verläuft durch den Ort, quert den Berg River und erstreckt sich weiter nach Norden, wo sie Riebeek Kasteel erreicht. In Hermon gibt es einen mehrgleisigen Bahnhof an der Hauptstrecke von Metrorail Western Cape (Kapstadt–Wellington–Tulbagh–Worcester). Hier zweigt eine bis zum weiter nördlich gelegenen Endbahnhof Porterville führende Nebenstrecke ab.

## Sehenswürdigkeiten
Hermon liegt in einer von landwirtschaftlichen Aktivitäten bestimmten Talebene des Berg River, das hier Riebeek Valley genannt wird und von attraktiven Bergketten umsäumt ist. In der Umgebung der Ortschaft gibt es Weizenfelder und Weinanbau.
Zwei Bewachungsobjekte aus dem Ersten Burenkrieg, das Hermon South Blockhouse (6 km südlich des Bahnhofs) und das Hermon North Blockhouse (5 km nördlich des Bahnhofs) befinden sich in der Nähe der Ortschaft.